# Agência Brasileira de Cooperação
A Agência Brasileira de Cooperação (ABC) é uma agência governamental brasileira, subordinada ao Ministério das Relações Exteriores (MRE). Está vocacionada para gerir o apoio do Brasil nos programas de cooperação nacional e internacional operados em parceria com outras organizações brasileiras nos setores público e privado, bem como outras organizações internacionais.
Possui, ainda, as atribuições de planejar, coordenar, negociar, aprovar, executar, acompanhar e avaliar, em âmbito nacional, programas, projetos e atividades de cooperação para o desenvolvimento em todas as áreas do conhecimento, recebida de outros países e organismos internacionais e aquela entre o Brasil e países em desenvolvimento, incluindo ações correlatas no campo da capacitação para a gestão da cooperação técnica e disseminação de informações.

## Organização
A sede da agência está localizada na cidade de Brasília, se organizando da seguinte forma:
- Coordenação-Geral de Cooperação Técnica para a África, Ásia e Oceania;[3]
- Coordenação-Geral de Cooperação Técnica para a América Latina, Caribe e Europa;[3]
- Coordenação-Geral de Cooperação Técnica Multilateral;[3]
- Coordenação-Geral de Cooperação Técnica e Parcerias com Países Desenvolvidos;[3]
- Coordenação-Geral de Cooperação Humanitária;[3]
- Coordenação-Geral de Administração e Orçamento;[3]
- Coordenação-Geral de Planejamento e Comunicação.[3]

## Histórico
As origens da ABC remontam à Comissão Nacional de Assistência Técnica (CNAT), criada em 1950. A CNAT era composta por representantes governamentais da Secretaria de Planejamento, do Ministério das Relações Exteriores e de ministérios setoriais. A CNAT passou a estruturar a política de cooperação nas instituições públicas federais e outras entidades nacionais estratégicas, com a Embrapa, a Telebras, o Instituto Nacional da Propriedade Industrial (INPI), o Departamento de Aviação Civil (DAC/MAER) e o Serviço Nacional de Aprendizagem Industrial (Senai). Foram criadas as carreiras de consultores internacionais com o treinamento de recursos humanos, bem como a criação de infraestruturas técnicas voltadas à cooperação. Em 1965 o Sistema de Cooperação Técnica Internacional já estava razoavelmente estruturado, mas ainda carecia de um organismo centralizador.
Em 1969, o governo brasileiro fez uma extensa reforma no Sistema de Cooperação Técnica Internacional, com vistas a o centralizar pela primeira vez, reunindo as competências básicas de cooperação técnica internacional na Secretaria de Planejamento da Presidência da República (SEPLAN) e no Ministério das Relações Exteriores, criando-se, no Sistema de Cooperação Técnica Internacional, a Divisão de Cooperação Técnica do Itamaraty e a Sub-Secretaria de Cooperação Econômica e Técnica Internacional (SUBIN).
Em 1984 foi criada a Gestão do Sistema Cooperação Técnica e pelo Decreto nº 94.973, de 25 de setembro de 1987, foi criada a Agência Brasileira de Cooperação (ABC), vinculada à Fundação Alexandre de Gusmão (FUNAG), a partir da extinção e fusão das funções desempenhadas pela SUBIN e da Divisão de Cooperação Técnica na nova ABC.